# 呼和木独镇
呼和木独镇，是中华人民共和国内蒙古自治区鄂尔多斯市杭锦旗下辖的一个乡镇级行政单位。

## 行政区划
呼和木独镇下辖以下地区：
长青社区、东红柳村、巴拉亥村、大套子村、巴音温都尔嘎查和查干淖尔嘎查。